# Crux-la-Ville
Crux-la-Ville este o comună în departamentul Nièvre din centrul Franței. În 2009 avea o populație de 410 de locuitori.

## Evoluția populației
| An        | 1975 | 1982 | 1990 | 1999 | 2006 | 2009 |
| --------- | ---- | ---- | ---- | ---- | ---- | ---- |
| Populație | 505  | 451  | 413  | 453  | 415  | 410  |